# Albert Victor Alexander, I conte Alexander di Hillsborough
Victor Albert Alexander, I conte Alexander di Hillsborough (Weston-super-Mare, 1º maggio 1885 – Londra, 11 gennaio 1965), è stato un politico inglese.
Ricoprì per tre volte la carica di primo lord dell'Ammiragliato compreso il periodo della seconda guerra mondiale, fu ministro della difesa sotto il governo di Clement Attlee.
Fu il leader dei laburisti fino al 1964.